# Lothar Metz
Lothar Metz (n. 16 ianuarie 1939, Meerane, Saxonia, Germania – d. 23 ianuarie 2021, Rostock, Germania) a fost un luptător german, medaliat olimpic. A participat la 4 ediții ale Jocurilor Olimpice (1960, 1964, 1968, 1972) în care a câștigat o medalie de aur, o medalie de argint și o medalie de bronz.